# Kedirinus biroi
Kedirinus biroi is een keversoort uit de familie klopkevers (Ptinidae). De wetenschappelijke naam van de soort werd in 1956 gepubliceerd door Maurice Pic.